# Chirag United Club Kerala
El Chirag United Club Kerala, anteriormente Viva Kerala FC fue un club de fútbol de India de la ciudad de Kochi, Kerala. Fue fundado en 2004 y militó en la I-League.

## Historia
Viva Kerala FC es un club de fútbol profesional de India. Formado el 8 de agosto de 2004, el club fue fundado por un grupo de empresarios que sentían la necesidad de una representación del estado en la liga de fútbol del país.
Viva Kerala fue promovido a la NFL para la temporada 2007/2008, tras haber jugado la temporada 2006/2007 en la Segunda División de la NFL.
El club descendió de nuevo a 2 ª división al final de la I-League 2008. Sin embargo, ascendió para la temporada 2009/2010. Viva Kerala comenzó la temporada muy mal. Perdieron en su primer partido contra Churchill Brothers SC. 
El club tras descender de la I-League en la temporada 2011-12 se declaró en receso ese mismo año.